# Bob Cook (zapaśnik)
Bob Cook, właśc. Robert Herbert Cook (ur. 3 października 1905, zm. 1963) – brytyjski zapaśnik walczący w stylu wolnym. Olimpijczyk z Amsterdamu 1928, gdzie zajął piąte miejsce w wadze półśredniej.
Mistrz kraju w 1927 roku.

## Letnie Igrzyska Olimpijskie 1928
| Konkurencja      | Rundy eliminacyjne     | Runda o brązowy medal     | Klas. końcowa |
| Konkurencja      | 1/8                    | Przeciwnik I              | Miejsce       |
| ---------------- | ---------------------- | ------------------------- | ------------- |
| 72 kg styl wolny | Lloyd Appleton (USA) P | Maurice Letchford (CAN) P | 5.            |